# Simon Eck

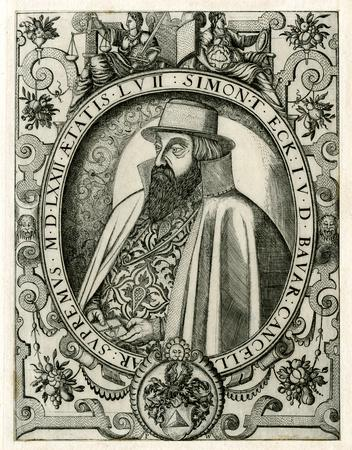
Simon Eck (Peter Weinher, 1574)

Simon Thaddäus Eck (* um 1514 in Egg an der Günz; † 1. Februar 1574 in München) war bayerischer Hofkanzler und kaiserlicher Rat. Er war ein Cousin von Johannes Eck. Auf die bayerische Adelsverschwörung übte er großen Einfluss aus.

## Biographie
Simon war der Sohn Michael Maiers. Dessen Bruder Martin Maier war der Vater von Johannes Eck. Letzterer bewirkte, dass Simon Eck nach Ingolstadt ging, wo er 1530 den Magister der Artistenfakultät absolvierte und 1536 den Dr. jur. Er wurde von kirchlichen Behörden in Passau, Salzburg und Eichstätt angestellt, bevor er 1541 nach Ingolstadt zurückkehrte.
1546 wurde Eck zum Kanzler des Rentamtes Burghausen bestellt, 1558 oder 1559 von Albrecht V. zum Kanzler des Herzogtums Bayern. Kaiser Ferdinand I. und Maximilian II. wollten Eck als Vizekanzler des Heiligen Römischen Reichs, was Eck aber ablehnte. Stattdessen beschränkte er sich darauf, ein Rat des Kaisers zu sein. In Sachen Religionsfragen in Bayern agierte Eck entschieden gegen die Protestanten, während der Herzog aus Geldnot bei diesen Fragen gegenüber dem Adel häufig nachgeben musste. Eck verhalf auch den Jesuiten, sich in Bayern zu etablieren. 1567 begann sein Bemühen darum, Kurköln unter die Macht eines bayerischen Fürsten zu stellen. Den von den Katholiken gewonnenen Kölner Krieg erlebte Eck nicht mehr.
Nach seinem Tod wurde Eck dafür gefeiert, den Hauptanteil an der Säuberung des Landes von dem Ketzerntum gehabt zu haben. Gleichzeitig wurde er als gelehrt, glaubenseifrig und sittenstreng gelobt, während selbst seine Feinde seine „Redlichkeit und Unbestechlichkeit“ anerkennen mussten.

## Trivia
In der deutschen Biografie wird behauptet, Simon sei ein Halbbruder bzw. ein Stiefbruder Johannes Ecks gewesen. Nach den beschriebenen Verwandtschaftsverhältnissen aber war Simon Johannes’ Cousin.